# Tutzing

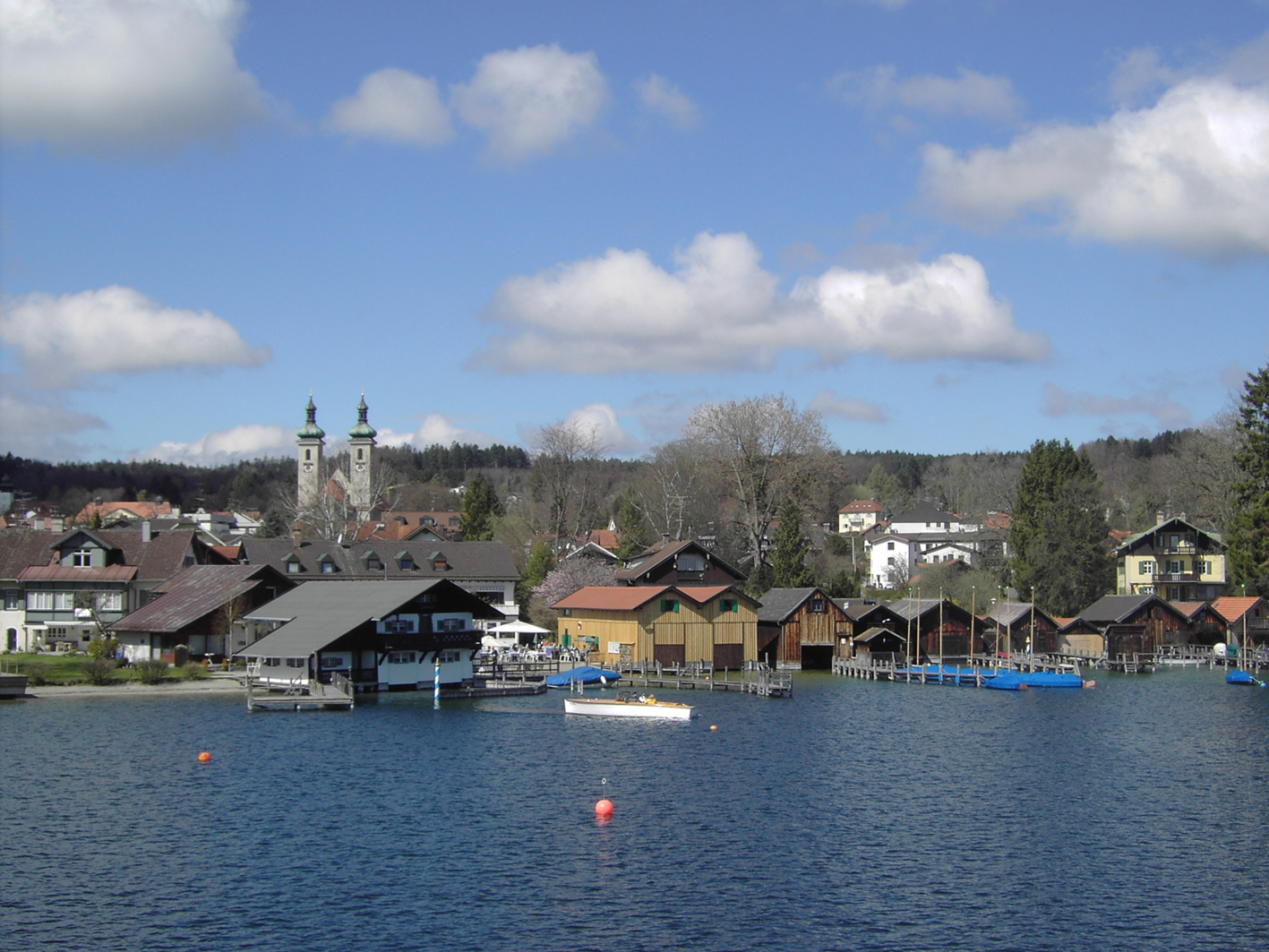
Tutzing vom See aus gesehen

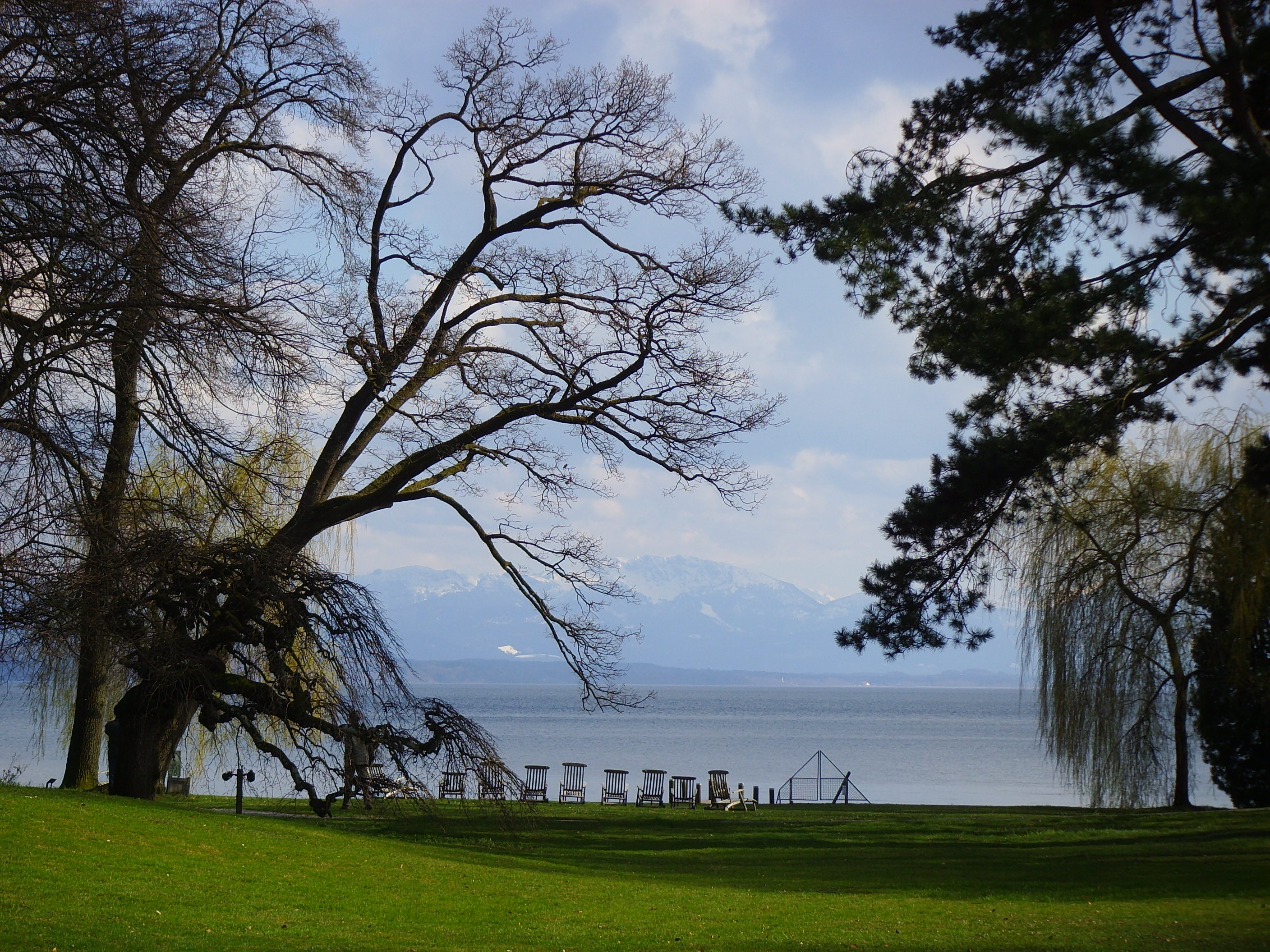
Blick von Schloss Tutzing über den See zum Karwendel-Gebirge

Tutzing ist eine Gemeinde im oberbayerischen Landkreis Starnberg.

## Geographie

### Lage
Tutzing liegt am Westufer des Starnberger Sees.

### Gemeindeteile
Die Gemeinde hat 11 Gemeindeteile (in Klammern ist der Siedlungstyp angegeben):
- Deixlfurt (Gut)
- Diemendorf (Kirchdorf)
- Kampberg (Siedlung)
- Monatshausen (Kirchdorf)
- Neuseeheim (Einöde)
- Obertraubing (Dorf)
- Oberzeismering (Kirchdorf)
- Rößlberg (Einöde)
- Traubing (Pfarrdorf)
- Tutzing (Pfarrdorf)
- Unterzeismering (Kirchdorf)

Es gibt die Gemarkungen Traubing und Tutzing.

## Geschichte

### Frühgeschichte bis Mittelalter
Grabhügel aus Bronze- und Eisenzeit belegen, dass die Gegend um Tutzing bereits in vorgeschichtlicher Zeit besiedelt war. Hinweise auf die Anwesenheit von Römern geben Reste eines Gutshofes am Deixlfurter See.
Die erste urkundliche Erwähnung des Ortes erfolgte 742 durch eine Schenkung an das Kloster Benediktbeuern.
Der Name Tutzing stammt von der Familie Tozzi und Tuzzo aus dem Adelsgeschlecht der Huosi. Das deutet darauf hin, dass der Ort bereits im 6. Jahrhundert bestand. Nachdem das Geschlecht der Tuzzinger ausgestorben war, erwarb das Münchner Patriziergeschlecht der Dichtl um 1480 den Ort. 

### Neuzeit
Bernhard dem Älteren Dichtl wurde 1519 vom Herzog von Bayern die Hofmarksgerechtigkeit über Tutzing verliehen. Damit durfte er als Tutzinger Schlossherr von seinen Untertanen Steuern erheben und die niedere Gerichtsbarkeit ausüben.
Ab dem 16. Jahrhundert gab es immer wieder Auseinandersetzungen um die Fischrechte zwischen Hoffischern und der Herrschaft der Hofmark Tutzing.
Während des Dreißigjährigen Krieges wurde die Hofmark Tutzing von schwedischen und kaiserlich-spanischen Truppen schwer heimgesucht. Zwischen 1632 und 1634 brannten Schloss, Pfarrkirche, Brauerei, Hoftaverne und einige Anwesen ab. Kaum hatte sich die Bevölkerung von dem Schrecken des Krieges erholt, traten auch schon die ersten Fälle von Pest auf. Die Krankheit wütete in der gesamten Hofmark. Bis ins 19. Jahrhundert blieb der Ort ein einfaches Fischerdorf.
1865 erhielt Tutzing Eisenbahnanschluss, als am 1. Juli dieses Jahres die Verlängerung der Strecke München – Starnberg in Betrieb ging. Bereits am 16. Oktober 1865 wurde der erste Abschnitt der heutigen Kochelseebahn zwischen Tutzing und Penzberg in Betrieb genommen. Im Folgejahr ging am 1. Februar 1866 die Strecke von Tutzing über Weilheim nach Peißenberg in Betrieb, der Bahnhof Tutzing ist seitdem ein Bahnknotenpunkt. 1925 nahm die Deutsche Reichsbahn auf den Tutzinger Strecken den elektrischen Betrieb auf.

### Schloss Tutzing

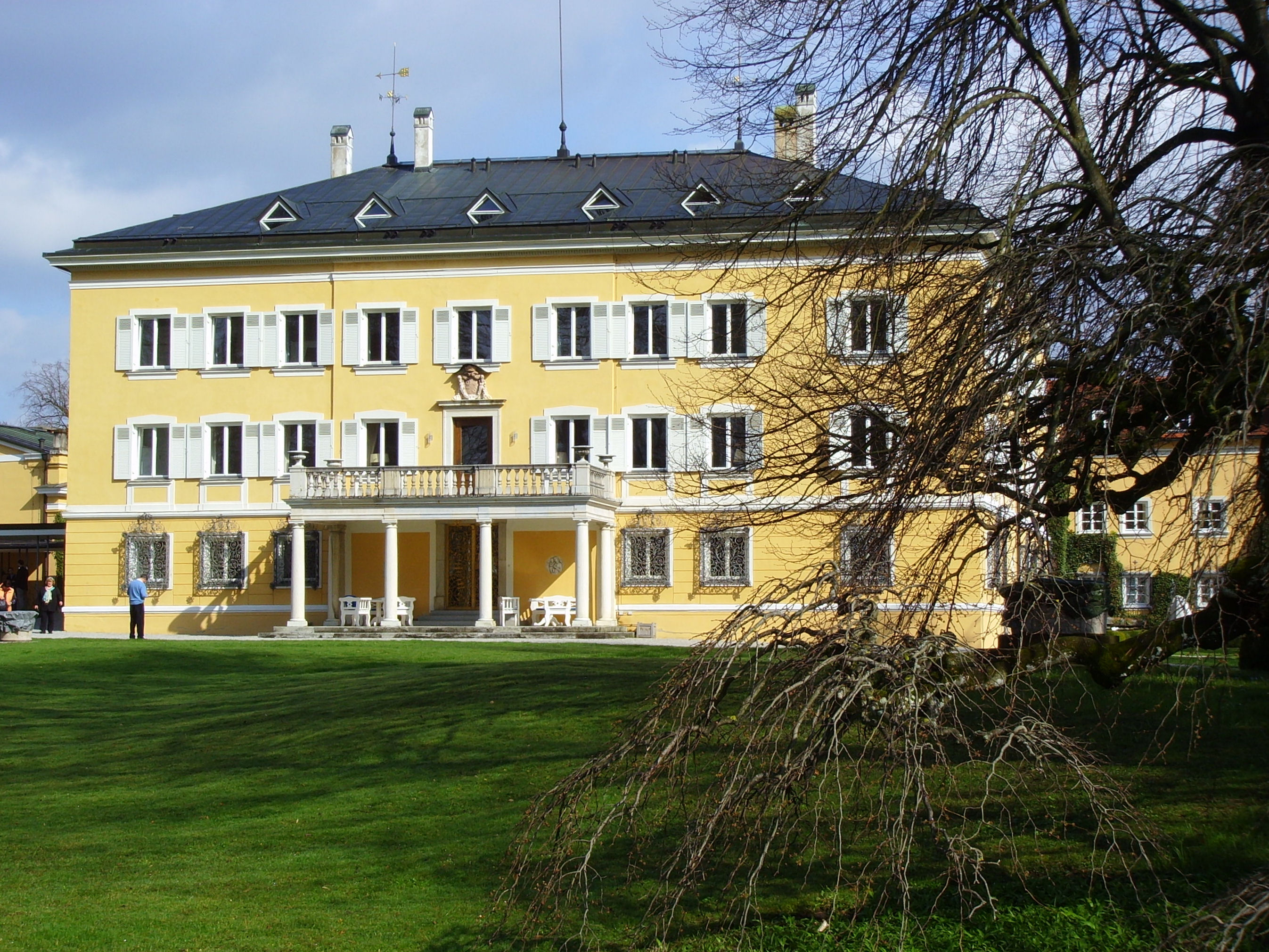
Schloss Tutzing, Blick vom See zum Haupthaus

1650 wurde die Hofmark von Hans Albrecht Viehbeck von und zu Haimbhausen ersteigert. Seine Tochter heiratete den Reichsfreiherrn Maximilian Ernst von Götzengrien. Er ließ am Seeufer ein Schloss mit Barockfassade bauen. Der Park wurde im französischen Stil angelegt und mit Fontänen sowie Vasen ausgestattet.
Von 1731 bis 1869 gehörte Tutzing den Viereggs, einer aus Mecklenburg stammenden Grafenfamilie. Insbesondere Graf Friedrich von Vieregg (1750–1843) verdankt das Tutzinger Schloss eine großzügige Umgestaltung, die in den Jahren 1802 bis 1816 erfolgte. Im 19. Jahrhundert wurde auch der Park in einen Englischen Landschaftsgarten umgewandelt.
Nach dem Bau der Eisenbahn ging das Schloss durch mehrere Hände. Zunächst besaß es der Stuttgarter Verleger Eduard Hallberger, dann dessen Tochter Helene Henriette Landberg († 1915), die es der Stadt Stuttgart vermachte. Der Besitzer von 1921 bis 1930, Marcell Nemes, ein bedeutender ungarischer Kunsthändler jüdischer Herkunft, geadelt als Edler von Jánoshalma, renovierte das Schloss und stattete es mit Kunstwerken aus. Marcell von Nemes war auch ein großzügiger Gönner Tutzings. Seine Reithalle wurde dem Sportverein Tutzing (jetzige Turnhalle) geschenkt, gespendet wurde der prächtige neobarocke Hochaltar in der Kirche St. Joseph und der Johannishügel wurde durch Baron von Nemes der Öffentlichkeit zugänglich gemacht.
Von 1936 bis 1940 war der Industrielle und Reichstagsabgeordnete des Zentrums Albert Hackelsberger Schlossbesitzer. Im September 1938 wurde er von der Gestapo am Schloss abgeholt und in Einzelhaft verbracht. Den Prozess vor dem Volksgerichtshof 1940 erlebte Hackelsberger nicht mehr – er verstarb noch während der Haftzeit. Angeklagt wurde er wegen Hochverrats und „Devisenvergehen“ – damals gängige Anklage gegen unliebsame Männer der katholischen Kirche, die in nicht wenigen Fällen zum Todesurteil führten. Seine Frau, geborene Weck, („Weck-Gläser“) verkaufte im Jahr 1940 das Schloss an Ida Kaselowsky, Erbin der Firma Oetker in Bielefeld.
Von 1947 bis 1949 war die evangelische Landeskirche Mieter bei Rudolf August Oetker, dem nächsten Firmenerben. Für 350.000 Mark erwarb sie im Frühjahr 1949 das Tutzinger Schloss mit zwei Dritteln des Grundbesitzes. Aus ihren Bildungsaktivitäten an diesem Ort entwickelte sich schnell die Evangelische Akademie Tutzing, auf deren Tagungen der jungen Bundesrepublik politisch bedeutende Anstöße gegeben wurden. Schloss und Park sind das kulturhistorisch bedeutendste Architekturensemble Tutzings.
Siehe zum heutigen Bestand von Schloss und Park: → Gebäude und Park der Akademie

### Gründung des Klosters der Missions-Benediktinerinnen
Das zentral im Ort gelegene Kloster wird von Benediktinerinnen geführt. Bereits 1887 hatten die Schwestern von Reichenbach aus eine kleine Gemeinschaft gegründet, die in Tutzing einen Kindergarten leitete. Im Jahr 1902 fiel die Entscheidung für Tutzing, auf einer Wiese wurde ein großes Konventsgebäude errichtet, in das alle 119 Schwestern im Jahr 1904 übersiedelten. Das Kloster Tutzing ist die älteste Gemeinschaft dieser Kongregation und von dort gingen die weiteren Gründungen aus.

### 20. und 21. Jahrhundert
Im Zuge der Gebietsreform in Bayern wurden am 1. Januar 1978 größere Gebietsteile der aufgelösten Gemeinde Traubing eingegliedert.
Seit 2017 wurde die Sanierung der Grund- und Mittelschule Tutzing geplant. Vor Beginn des Schuljahrs 2022/23 zog die Schule auf das Gelände der ehemaligen Fernmeldeschule in Feldafing um. Der Altbau der Schule entstand 1915 und wurde in den 1970er Jahren um einen Neubau erweitert. Bis zum Sommer 2025 soll der Altbau saniert werden. Der Neubau hingegen soll entkernt und mit Satteldach und in Holzbauweise umgebaut werden. Dafür sind 25 Mio. Euro eingeplant.

## Einwohnerentwicklung
Zwischen 1988 und 2018 wuchs die Gemeinde von 8942 auf 9933 um 991 Einwohner bzw. um 11,1 %.
| Verlauf der Bevölkerungsentwicklung | Verlauf der Bevölkerungsentwicklung | Verlauf der Bevölkerungsentwicklung | Verlauf der Bevölkerungsentwicklung | Verlauf der Bevölkerungsentwicklung | Verlauf der Bevölkerungsentwicklung | Verlauf der Bevölkerungsentwicklung | Verlauf der Bevölkerungsentwicklung | Verlauf der Bevölkerungsentwicklung | Verlauf der Bevölkerungsentwicklung | Verlauf der Bevölkerungsentwicklung | Verlauf der Bevölkerungsentwicklung | Verlauf der Bevölkerungsentwicklung | Verlauf der Bevölkerungsentwicklung | Verlauf der Bevölkerungsentwicklung |
| ----------------------------------- | ----------------------------------- | ----------------------------------- | ----------------------------------- | ----------------------------------- | ----------------------------------- | ----------------------------------- | ----------------------------------- | ----------------------------------- | ----------------------------------- | ----------------------------------- | ----------------------------------- | ----------------------------------- | ----------------------------------- | ----------------------------------- |
| Jahr                                | 1840                                | 1900                                | 1939                                | 1950                                | 1961                                | 1970                                | 1987                                | 1991                                | 1995                                | 2005                                | 2010                                | 2015                                | 2020                                |                                     |
| Einwohner                           | .00772                              | 02.109                              | 03.252                              | 05.973                              | 06.271                              | 06.961                              | 08.847                              | 09.348                              | 09.205                              | 09.506                              | 09.406                              | 09.893                              | 09.897                              |                                     |

## Politik

### Bürgermeister
Bürgermeister ist seit dem 31. Januar 2024 Ludwig Horn (CSU), für ihn stimmten knapp 64 Prozent der Wähler. Seine Amtsvorgängerin war seit Januar 2018 Marlene Greinwald (FW)., die nach dem Tod des früheren Bürgermeisters Rudolf Krug (ödp) am 17. August 2017 seine Position einnahm.
Vorgänger:
- 1970 bis 1996: Alfred Leclaire
- 0000 bis 2008: Peter Lederer (CSU)
- 0000 bis 2014: Stephan Wanner (parteilos, von SPD unterstützt)
- 2014 bis 2017: Rudolf Krug (ÖDP)
- 2018 bis 2024: Marlene Greinwald (FW)
- 2024 bis 0000: Ludwig Horn (CSU)

### Gemeinderat
Nach der Gemeinderatswahl am 15. März 2020 hat der Gemeinderat 20 Mitglieder. Die Wahlbeteiligung lag bei 59,8 %. Die Wahl brachte folgendes Ergebnis:
- SPD: 1
- Grüne: 4
- ÖDP: 1
- TL: 1
- UWG: 2
- FW: 3
- FDP: 2
- CSU: 6

| Jahr | CSU | SPD | Grüne | FDP | FW | BfT | ödp | UWG | TL | Gesamt | Wahl- beteiligung |
| ---- | --- | --- | ----- | --- | -- | --- | --- | --- | -- | ------ | ----------------- |
| 2020 | 6   | 1   | 4     | 2   | 3  | 0   | 1   | 2   | 1  | 20     | 59,8 %            |
| 2014 | 7   | 1   | 2     | 1   | 4  | 1   | 2   | 1   | 1  | 20     | 65,3 %            |
| 2008 | 7   | 3   | 1     | 1   | 4  | 1   | 2   | 1   | 0  | 20     | 66,7 %            |
| 2002 | 10  | 1   | 1     | 0   | 4  | 2   | 1   | 1   | 0  | 20     | 66,7 %            |

BfT = Bürger für Tutzing     FW = Freie Wähler Tutzing     TL = Tutzinger Liste e. V.

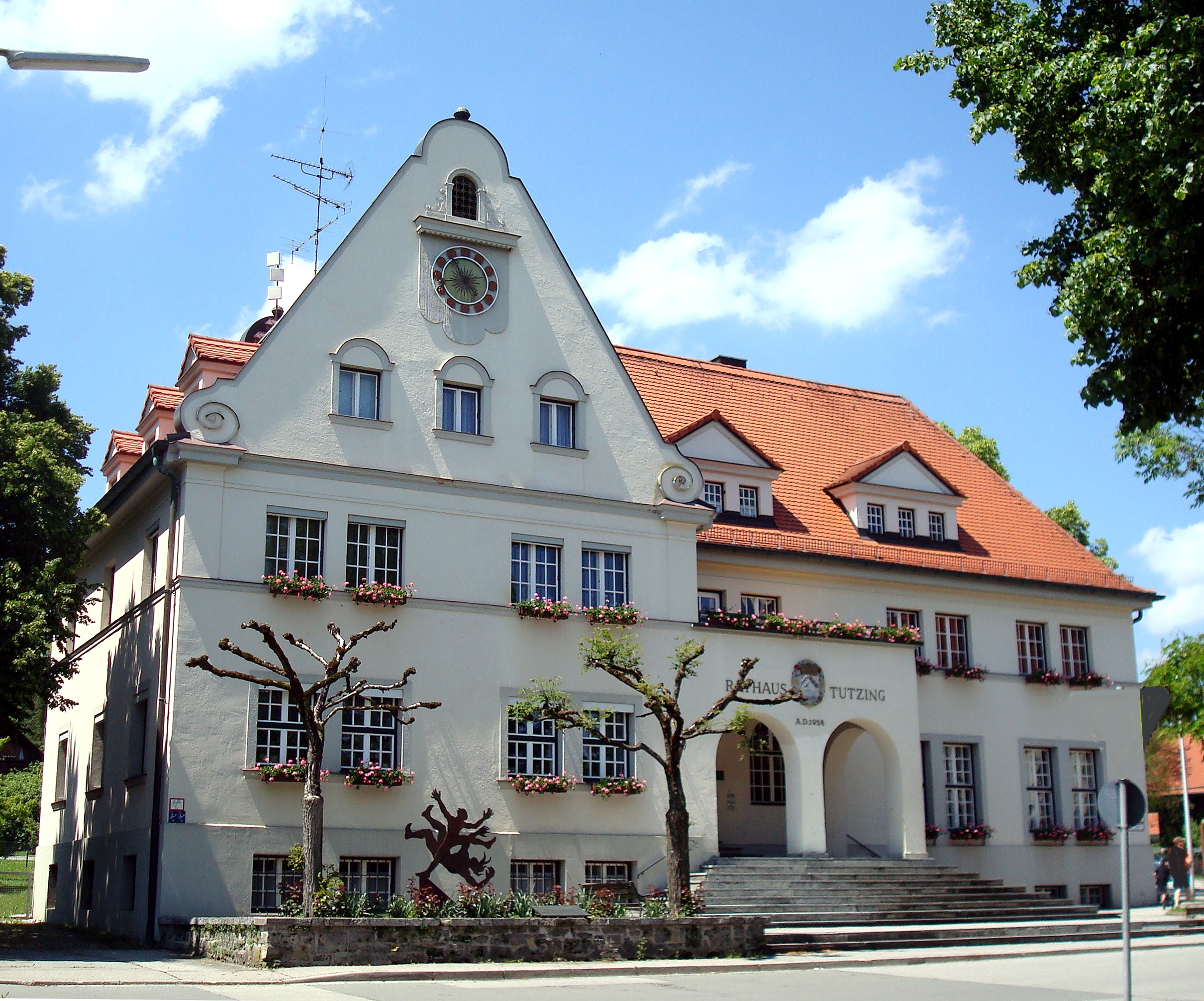
Rathaus der Gemeinde Tutzing

UWG = Unabhängige Wählergemeinschaft Traubing

### Wappen
|                         | Blasonierung: „Geteilt von Rot und Silber; oben ein linkshin schwimmender silberner Fisch, unten ein mit drei sechsstrahligen goldenen Sternen belegter blauer Schrägbalken.“ |
| Wappenführung seit 1937 | |

### Partnerstädte
Die französische Partnergemeinde ist der Kurort Bagnères-de-Bigorre (Hautes-Pyrénées) in den Pyrenäen.
Die ungarische Partnerstadt ist Balatonkenese am Plattensee.

## Kultur

### Bildungseinrichtungen
Tutzing ist überregional bekannt durch die Evangelische Akademie Tutzing.
Im Haus Buchensee gibt es die 1957 als Anstalt des öffentlichen Rechts gegründete Akademie für Politische Bildung.
Allgemeinbildende Schulen in Tutzing sind: Grund- und Mittelschule Tutzing, Grundschule Traubing, Benedictus-Realschule Tutzing und das Gymnasium Tutzing.

### Baudenkmäler
Tutzings ältestes Gebäude, das denkmalgeschützte Vetterlhaus, entstand im 17. Jahrhundert als Hirtenhäusl. Es hat ein gemauertes Erdgeschoss, sein Obergeschoss wurde in Blockbauweise erstellt. 1901 zog die sechsköpfige Familie Vetterl ein. Nach dem Ersten Weltkrieg stellte die Gemeinde das Haus finanziell Schwachen zur Verfügung. Das ehemalige „Hütlhaus“ ist eines der letzten erhaltenen Überreste des alten Dorfes Tutzing und vermittelt einen guten Eindruck von der Bauweise der einfachen Bauern- und Fischeranwesen. Es verdeutlicht den Wandel vom bescheidenen, kleinbäuerlichen Dorf zum Villenort und zur Fremdenverkehrsgemeinde der späteren Jahre. Heute beherbergt das Vetterlhaus das Gäste- und Informationsbüro des Tutzinger Fördervereins für Tourismus.

## Wirtschaft und Infrastruktur

### Wirtschaft einschließlich Land- und Forstwirtschaft

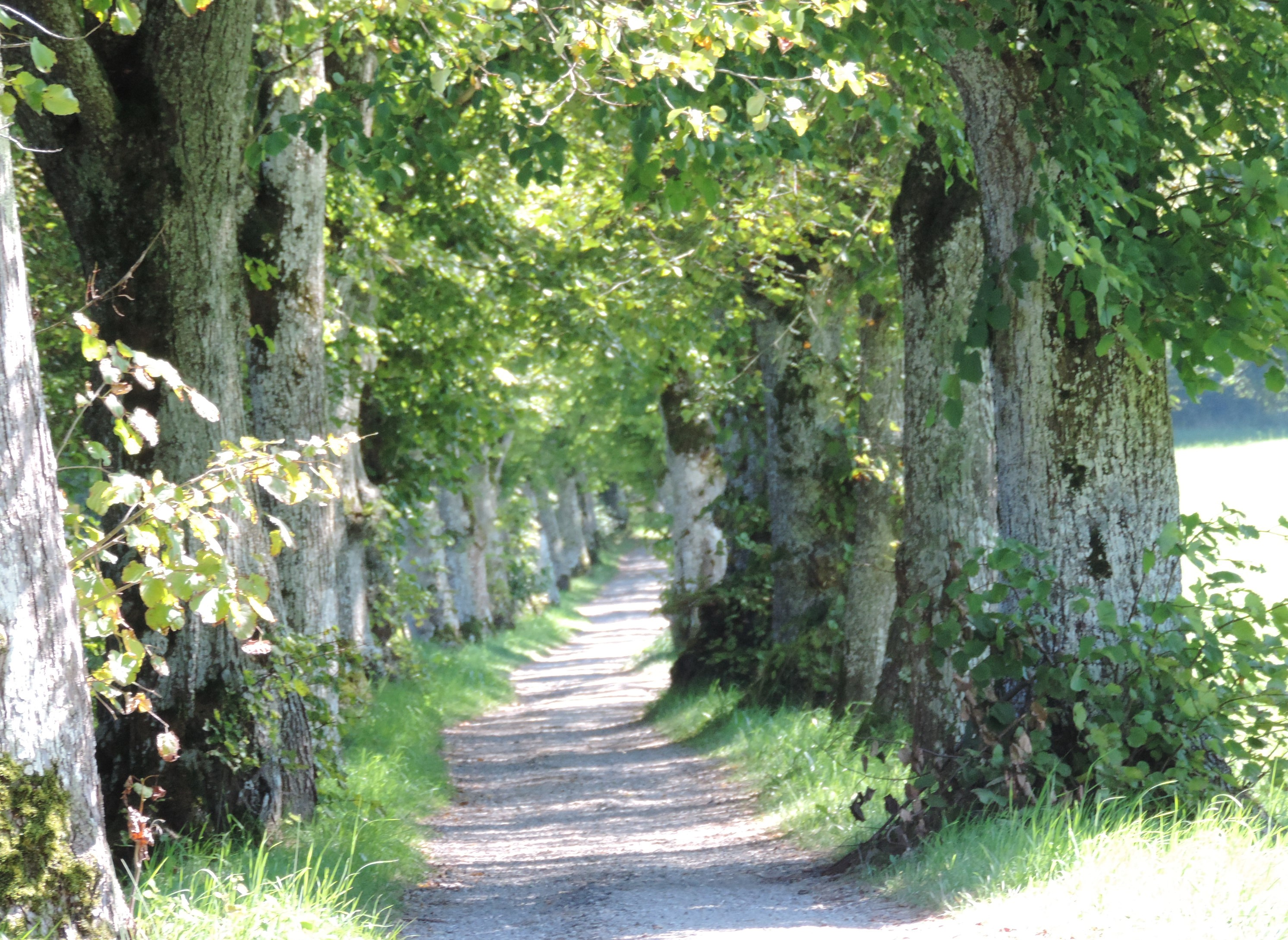
Viele Alleen finden sich in Tutzing

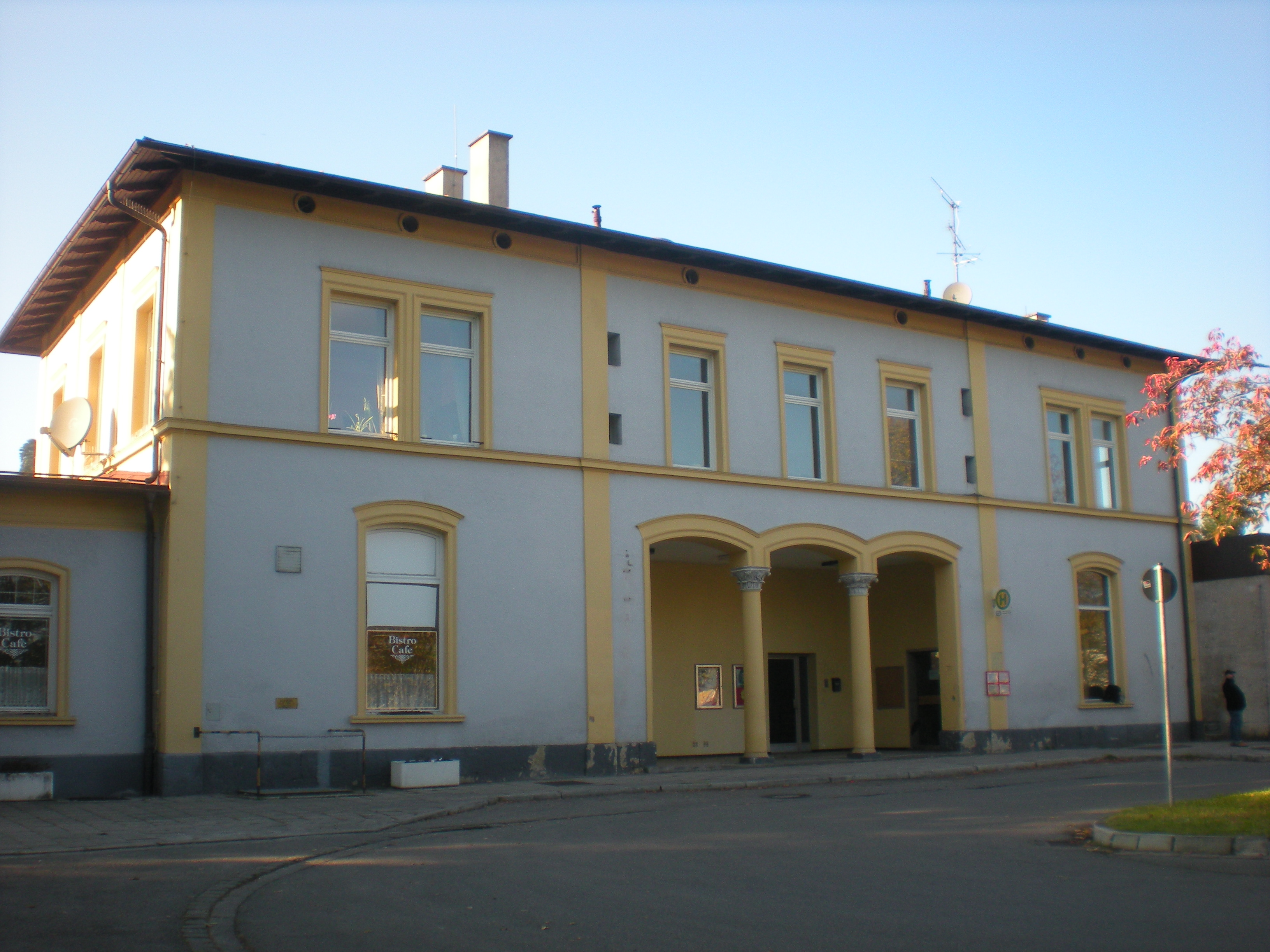
Altes Bahnhofsgebäude des Bahnhofs Tutzing

Nach der amtlichen Statistik gab es 1998 im Bereich der Land- und Forstwirtschaft 32, im produzierenden Gewerbe 941 und im Bereich Handel und Verkehr 245 sozialversicherungspflichtig Beschäftigte am Arbeitsort. In sonstigen Wirtschaftsbereichen waren am Arbeitsort 1050 Personen sozialversicherungspflichtig beschäftigt. Sozialversicherungspflichtig Beschäftigte am Wohnort gab es insgesamt 2682. Im verarbeitenden Gewerbe gab es sechs Betriebe, im Bauhauptgewerbe neun Betriebe. Zudem bestanden im Jahr 1999 43 landwirtschaftliche Betriebe mit einer landwirtschaftlich genutzten Fläche von 1086 ha, davon waren 151 ha Ackerfläche und 925 ha Dauergrünfläche.

### Verkehr
| Linie | Linienverlauf |
| ----- | --- |
| S6    | Tutzing – Feldafing – Possenhofen – Starnberg – Starnberg Nord – Gauting – Stockdorf – Planegg – Gräfelfing – Lochham – Westkreuz – Pasing – Laim – Hirschgarten – Donnersbergerbrücke – Hackerbrücke – Hauptbahnhof – Karlsplatz (Stachus) – Marienplatz – Isartor – Rosenheimer Platz – Ostbahnhof – Leuchtenbergring – Berg am Laim – Trudering – Gronsdorf – Haar – Vaterstetten – Baldham – Zorneding – Eglharting – Kirchseeon – Grafing Bahnhof – Grafing Stadt – Ebersberg |

Der Bahnhof Tutzing liegt an der Bahnstrecke München–Garmisch-Partenkirchen und ist angeschlossen an das S-Bahn-Netz des MVV, an den Regionalverkehr der Bahn in Richtung München und Innsbruck, sowie freitags, samstags und sonntags an ICE-Züge nach Innsbruck, Garmisch-Partenkirchen, Berlin, Hamburg und Dortmund. Damit ist Tutzing die fünftkleinste Gemeinde Deutschlands mit ICE-Anbindung. Gleichzeitig zweigt hier die Kochelseebahn ab.
In den Sommermonaten wird Tutzing durch die Bayerische Seenschifffahrt angefahren.
Das Gesamtstraßennetz beträgt 66,8 km.
Tutzing wird durch mehrere Regionalbuslinien des MVV erschlossen.
| Linie | Linienverlauf                                                           | Verkehrsunternehmen   |
| ----- | ----------------------------------------------------------------------- | --------------------- |
| 958   | Herrsching S – Andechs – Machtlfing – Traubing – Garatshausen – Tutzing | RVO                   |
| 977   | Tutzing, Heimgartenstraße – Tutzing S R – Unterzeismering               | Geldhauser und Rauner |
| 978   | Feldafing S – Tutzing S R – Feldafing S                                 | Geldhauser und Rauner |
| 979   | Tutzing S R – Tutzing, am Kallerbach – Kampberg – Diemendorf            | Geldhauser und Rauner |

## Persönlichkeiten

### In Tutzing geboren
- Therese Vogl, geboren als Therese Thoma (1845–1921), Opernsängerin
- Xaver Knittl (1873–1933), Baumeister
- Markus Metzger (1879–1949), Missionsbenediktiner, Märtyrer von Tokwon[17]
- Engelbert Knittl (1882–1963), Baumeister
- Johann Schwarzhuber (1904–1947), SS-Obersturmführer und Schutzhaftlagerführer im KZ Auschwitz-Birkenau
- Kurt Jung-Alsen (1915–1976), Film- und Fernsehregisseur, Schauspieler
- Alfred Läpple (1915–2013), römisch-katholischer Theologe, Geistlicher, Autor und Religionspädagoge
- Herbert Thomas King (1920–2001), deutscher Kommunalpolitiker und Oberbürgermeister von Rheinfelden (Baden)
- Michael Schanze (* 1947), Schauspieler, Moderator und Entertainer
- Christiane Heinemann (* 1964), Schauspielerin

### Persönlichkeiten mit Bezug zu Tutzing
- Johann Georg Beringer (1829–1919), Fernmeldeinspektor und Bienenfachmann, nach ihm ist der Beringerweg benannt
- Siegfried von Boehn (1901–1988), Heimatforscher, lebte und publizierte in und von Tutzing aus
- Johannes Brahms, (1833–1897), verbrachte den Sommer 1873 komponierend in Tutzing, nach ihm ist dort unter anderem der Brahms-Pavillon benannt
- Hansi Burg (1898–1975), begraben im Friedhof der Kirche St. Peter und Paul
- Géza von Cziffra (1900–1989), österreichischer, ursprünglich ungarischer Filmregisseur und Drehbuchautor, wohnte in Tutzing
- Guido Dessauer (1915–2012), Physiker und Kunstmäzen, lebte und starb in Tutzing; sowie seine Tochter Franziska Dessauer (1952–2024) Psychologin und Kunstexpertin. Bekannt aus der Fernsehserie Kunst und Krempel; begraben in Tutzing
- Georg Ebers (1837–1898), Ägyptologe und Schriftsteller
- Heinz Engelmann (1911–1996), Schauspieler und Synchronsprecher, lebte und starb in Tutzing
- Jürgen Fliege (* 1947), Pfarrer und Talkshowmoderator
- Georg Habsburg-Lothringen (* 1964), EU-Botschafter in Ungarn
- Eduard von Hallberger (1822–1880), Verleger
- Ludwig Hoelscher (1907–1996), Cellist
- Heinrich Hußmann (1959–2022), Professor für Medieninformatik an der Ludwig-Maximilians-Universität München
- Friedrich von Keller (1873–1960), deutscher Diplomat; gestorben und begraben in Tutzing
- Leo von König (1871–1944), Maler der Berliner Secession, lebte und starb in Tutzing
- Gisela Krohn (* 1966), Malerin, lebt in Tutzing
- Rudolf Lennert (1904–1988), Pädagoge
- Sabine Leutheusser-Schnarrenberger (* 1951), Politikerin (FDP) (Abgeordnetenbüro in Tutzing, lebt in Feldafing)
- Gitta Lind (1925–1974), Musikerin
- Erich Ludendorff (1865–1937), General, Politiker und Agitator für die „völkische Bewegung“
- Mathilde Ludendorff (1877–1966), Lehrerin, Ärztin und Schriftstellerin (Gattin Erich Ludendorffs, Agitatorin für die „völkische Bewegung“)
- Peter Maffay (* 1949), Musiker, lebt in Tutzing und betreibt dort ein Tonstudio namens Red Rooster / Tabaluga Enterprises mit Büro der Peter Maffay Stiftung in der Klenzestraße 1
- Leslie Mandoki (* 1953), Musiker und Musikproduzent
- Christof Mauch (* 1960), Historiker
- Dieter Medicus (1929–2015), Rechtswissenschaftler
- Elly Ney (1882–1968), Pianistin, und ihr Mann Willem van Hoogstraten (1884–1965), Dirigent, gemeinsames Grab in Tutzing
- Marieke Oeffinger (* 1979), Schauspielerin, Synchronsprecherin und Moderatorin
- Hans-Jürgen Papier (* 1943), bis März 2010 Präsident des Bundesverfassungsgerichts
- Waldemar von Preußen (1889–1945), in Tutzing gestorben und beerdigt
- Friedrich von Prittwitz und Gaffron (1884–1955), Diplomat
- Michael Roll (* 1961), Synchronsprecher, Theater- und Fernsehschauspieler
- Paula Schlier (1899–1977), Schriftstellerin
- Jörg-Werner Schmidt (1941–2010), Installationskünstler und Maler
- Edgar von Schmidt-Pauli (1881–1955), Schriftsteller, Journalist und Literaturfunktionär
- Sabina Sesselmann (1936–1998), Schauspielerin, lebte und starb in Tutzing
- Corinna Spies (* 1950), Journalistin und Moderatorin
- Maha Vajiralongkorn Phra Vajiraklaochaoyuhua (* 1952), König von Thailand
- Gert Wilden (1917–2015), Komponist
- Christiane Feichtmeier (* 1973), Landtagsabgeordnete der SPD-Fraktion, lebt in Tutzing, Abgeordnetenbüro in Starnberg

### Ehrenbürger
- Simon Schmid, Pfarrer
- Louis Neustätter, Kunstmaler
- Martin Greinwald, Altbürgermeister
- Ludwig Herrmann, Rentier
- Paul von Hindenburg, Reichspräsident
- Adolf Hitler, Reichskanzler (aberkannt)
- Adolf Wagner, Reichsinnenminister (aberkannt)
- Elly Ney, Pianistin
- Lothar Lindemann, Fabrikant
- Friedrich Seelmann-Eggebert, Fabrikant
- Ludwig Hoelscher, Cellist
- Hans Hofmair, Konditormeister, Vizebürgermeister
- Johann Salomon, Geistlicher Rat
- Anton Leidl, Kunstmaler
- 1983: Gerhard Hildmann, ehemaliger Leiter der Evangelischen Akademie Tutzing[18]
- Herward Josef von Ehrlich-Treuenstätt, Apotheker und Fabrikant, Begründer von Verla-Pharm[19]
- Konrad Erhardt, langjähriger Gemeinderat
- Karl Feldhütter, Vizebürgermeister
- Peter Maffay[18]
- Gitti Nölle-Pirner, Pianistin
- Alfred Leclaire, Altbürgermeister
- 2020: Ursula Männle, Politikerin[20]
- 2022: Peter Brummer, Pfarrer[21]
- 2023: Marianne Koch (* 1931), Schauspielerin und Ärztin[22]